# Chamaecrista adenophylla
Chamaecrista adenophylla là một loài thực vật có hoa trong họ Đậu. Loài này được (Taub.) H.S.Irwin & Barneby miêu tả khoa học đầu tiên.